# I liga seria A polska w piłce siatkowej mężczyzn (1993/1994)
I liga seria A 1993/1994 − 58. edycja rozgrywek o mistrzostwo Polski w piłce siatkowej mężczyzn.
Po rundzie zasadniczej 4 najlepsze zespoły przeszły do grupy mistrzowskiej, a pozostałe 4 walczyły w grupie o utrzymanie.

## Drużyny uczestniczące
| | I liga seria A 1993/1994     |   |      |
| --- | ---------------------------- | - | ---- |
| CZE | AZS Yawal Częstochowa        | 1 | PEMK |
| OLS | AZS Olsztyn                  | 2 | CEV  |
| BIE | BBTS Włókniarz Bielsko-Biała | 3 | CEV  |
| NYS | AZS Stal Nysa                | 4 |      |
| SOS | Kazimierz Płomień Sosnowiec  | 5 |      |
| RAD | Czarni Radom                 | 6 |      |
| WAŁ | Chełmiec Wałbrzych           | 7 | PEZP |
| | Awans z serii B              |   |      |
| GOR | Stilon Gorzów Wielkopolski   | 1 |      |
| Oznaczenia: - kolumna pierwsza – skróty nazw drużyn wpisane na mapie (jeśli ta została zamieszczona), - kolumna trzecia – miejsce zajęte przez daną drużynę w poprzednim sezonie. |                              |   |      |

## Runda zasadnicza

### Tabela
| Lp. | Drużyna                      | Pkt | Mecze | Mecze | Mecze | Sety | Sety | Sety  |
| Lp. | Drużyna                      | Pkt | M     | W     | P     | wyg. | prz. | ratio |
| --- | ---------------------------- | --- | ----- | ----- | ----- | ---- | ---- | ----- |
| 1   | AZS Yawal Częstochowa        | 52  | 28    | 24    | 4     | 76   | 29   | 2.621 |
| 2   | Czarni Radom                 | 46  | 28    | 18    | 10    | 64   | 46   | 1.391 |
| 3   | Stal Hochland Nysa           | 46  | 28    | 18    | 10    | 59   | 44   | 1.341 |
| 4   | Kazimierz Płomień Sosnowiec  | 42  | 28    | 14    | 14    | 56   | 52   | 1.077 |
| 5   | Stilon Gorzów Wielkopolski   | 40  | 28    | 12    | 16    | 51   | 57   | 0.895 |
| 6   | BBTS Włókniarz Bielsko-Biała | 39  | 28    | 11    | 17    | 46   | 62   | 0.742 |
| 7   | AZS Olsztyn                  | 39  | 28    | 11    | 17    | 43   | 62   | 0.694 |
| 8   | Chełmiec Wałbrzych           | 34  | 28    | 6     | 22    | 30   | 73   | 0.411 |

Źródło: www.historia.azsnysa.pl
Punktacja: zwycięstwo – 2 pkt; porażka – 1 pkt
     Grupa mistrzowska
     Grupa spadkowa

## Klasyfikacja końcowa
| Miejsce | Drużyna                      |
| ------- | ---------------------------- |
| 1       | AZS Yawal Częstochowa        |
| 2       | AZS Stal Nysa                |
| 3       | Czarni Radom                 |
| 4       | Kazimierz Płomień Sosnowiec  |
| 5       | BBTS Włókniarz Bielsko-Biała |
| 6       | Stilon Gorzów Wielkopolski   |
| 7       | Chełmiec Wałbrzych           |
| 8       | AZS Olsztyn                  |

     Puchar Europy Mistrzów Klubowych 1994/1995
     Puchar CEV 1994/1995
     Puchar Europy Zdobywców Pucharów 1994/1995
     spadek do serii B